# Automne Pavia
Automne Pavia (Péronne, 3 de gener de 1989) és una esportista francesa que competeix en judo.
Va participar en els Jocs Olímpics de Londres 2012, obtenint una medalla de bronze en la categoria de –57 kg.
Ha guanyat dues medalles de bronze en el Campionat Mundial de Judo, en els anys 2014 i 2015, i 4 medalles en el Campionat Europeu de Judo entre els anys 2012 i 2016.

## Palmarès internacional
| Jocs Olímpics     | Jocs Olímpics         | Jocs Olímpics | Jocs Olímpics |
| Any               | Lloc                  | Medalla       | Categoria     |
| ----------------- | --------------------- | ------------- | ------------- |
| 2012              | Londres ( Regne Unit) | 3             | –57 kg        |
| Campionat Mundial |                       |               |               |
| Any               | Lloc                  | Medalla       | Categoria     |
| 2014              | Txeliàbinsk ( Rússia) | 3             | –57 kg        |
| 2015              | Astanà ( Kazakhstan)  | 3             | –57 kg        |
| Campionat Europeu |                       |               |               |
| Any               | Lloc                  | Medalla       | Categoria     |
| 2012              | Txeliàbinsk ( Rússia) | 3             | –57 kg        |
| 2013              | Budapest ( Hongria)   | 1             | –57 kg        |
| 2014              | Montpeller ( França)  | 1             | –57 kg        |
| 2016              | Kazan ( Rússia)       | 1             | –57 kg        |